# Marisa Allasio

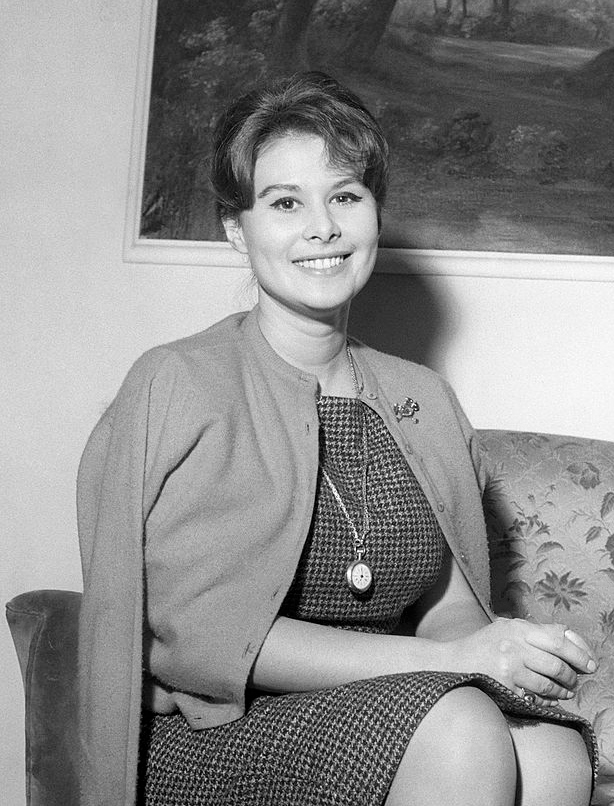
Marisa Allasio (1959)

Marisa Allasio; eigentlich Maria Luisa Lucia Allasio (* 14. Juli 1936 in Turin) ist eine ehemalige italienische Filmschauspielerin. Sie trat zwischen 1952 und 1959 in fast zwanzig Filmen auf, meist Komödien. Man nannte sie auch „die italienische Jayne Mansfield“.

## Leben
Marisa Allasio ist die Tochter von Lucia Rocchietti und Federico Allasio, der in den 1930er- und -40er-Jahren als Torhüter bei den Fußballmannschaften des AC Turin und des CFC Genua aktiv war und später langjährig als Trainer arbeitete. Durch die Engagements des Vaters bedingt, wuchs sie in vielen unterschiedlichen Städten auf. In Genua und später in Rom besuchte sie als Teenager Schauspielkurse, u. a. bei Wanda Capodaglio. Bereits mit 16 Jahren debütierte sie auf der Leinwand, als sie in Gli eroi della Domenica eine Rolle übernahm. Allasio entwickelte sich zu einer der beliebtesten Sympathieträgerinnen des italienischen Kinos der 1950er Jahre. Mit ihrer kristallklaren Stimme war sie auch als Synchronsprecherin vielbeschäftigt.
Im Herbst 1957 kam sie auf das Cover des US-Männermagazins Modern Man Quarterly. Am 10. November 1958 heiratete sie in Serralunga di Crea den Grafen Pier Francesco Vittorio Maria Agostino Luca Frediano Calvi di Bèrgolo und beendete ihre Karriere vor den Kameras. Ihr Mann, mit dem sie einen Sohn und eine Tochter hat, ist seit 1977 das 7. Oberhaupt der alten piemontesischen Adelsfamilie Calvi aus Bergolo.

## Filmografie
- 1952: Verzeih mir! (Perdonami!)
- 1953: Die Helden des Sonntags (Gli eroi della domenica)
- 1954: Cuore di mamma
- 1954: Ballata tragica
- 1955: Vater, wir wollen heiraten (Ragazze d’oggi)
- 1955: Mädchen von 18 Jahren (Le diciottenni)
- 1956: Krieg und Frieden (War and Peace)
- 1956: Maruzzella
- 1957: Ich laß mich nicht verführen (Poveri ma belli)
- 1957: Marisa la civetta
- 1957: Camping
- 1957: Puppe mit Pfiff (Belle ma povere)
- 1957: Die Sklavinnen von Karthago (Le schiave di Cartagine)
- 1957: Susanna, süß wie Sahne (Susanna tutta panna)
- 1958: Der Windhund von Venedig (Venezia, la luna e tu)
- 1958: Nackt wie Gott sie schuf
- 1958: Liebesspuk um Mitternacht (Carmela è una bambola)
- 1958: Arrivederci Roma (Seven Hills of Rome)